# Douglas Santos
Douglas Santos, właśc. Douglas dos Santos Justino de Melo (ur. 22 marca 1994 w João Pessoa) – brazylijski piłkarz występujący na pozycji obrońcy w rosyjskim Zenicie Petersburg. Wychowanek Náutico. Znalazł się w kadrze reprezentacji Brazylii na Copa América 2016. Złoty medalista Letnich Igrzysk Olimpijskich 2016.